# Ben Parker
För andra betydelser, se Ben Parker (olika betydelser).
Ben Parker är en fiktiv figur i Marvel Comics och är farbror till Spindelmannens alter ego, Peter Parker. Han skapades av Stan Lee och Steve Ditko och dök upp första gången i Amazing Fantasy #15 (augusti 1962).

## Fiktiv biografi
Tillsammans men sin fru, May, adopterade han sin brorson, Peter Parker, efter dennes föräldrars död. Han var som en far till Peter och lärde honom att med större krafter följer ett större ansvar.
Bens död både förkrossade Peter och gav honom skuldkänslor. När Peter nyligen hade blivit biten av den radioaktiva spindeln och fått sina spindelkrafter använde han dem till att tjäna pengar. Han började jobba som en maskerad brottare inom vadslagning i TV-sändningar och kallade sig själv "Spindelmannen". Efter en av matcherna såg han en rånare, jagad av en säkerhetsvakt, lämna studion i hög fart med en väska full med pengar. Säkerhetsvakten bad Spindelmannen att stoppa honom, men Spindelmannen ansåg att han inte hade något med saken att göra. När Peter kom hem den kvällen möttes han av en polis som berättade den sorgsna nyheten att Ben hade blivit skjuten och dödad av en inbrottstjuv. Polisen berättade att tjuven hade jagats till ett lager nere vid hamnen och var omringad av polisstyrkor. Utom sig av ilska tog Peter på sig Spindelmannendräkten och tog sig till platsen för att få tag i boven. Till sin stora fasa såg han att det var mannen som rånade studion och som han hade chansen att stoppa innan detta hände. Efter det förstod han vad Ben menade med att större krafter följer ett större ansvar.